# Москаль
Моска́ль (укр. москаль, бел. маскаль, пол. moskal, лит. maskolis, ивр. מוסקל‎) в украинском, польском, белорусском языках и на иврите среди евреев Галиции — неофициальный этноним русских, языковое выражение этностереотипа. Экзоэтноним имеет отрицательно-коннотативный оттенок, то есть является «экспрессивным этнонимом» (этнофолизмом). В «Толковом словаре русского языка» в редакции 2008 года слово помечено как устаревшее.
В старой России москалями с оттенком пренебрежения называли русских людей вообще жители южных областей, поляки и украинцы. Русские источники могли употреблять это слово для обозначения жителей, уроженцев Москвы. В XVII—XIX веках слово использовалось также в значении «солдат русской армии» (вне зависимости от этнического происхождения), а также для обозначения российских чиновников и великорусских купцов.

## Этимология
Слово очевидным образом происходит от названия города Москвы, являясь таким образом этнохоронимом. При этом имеются несколько версий места его изначального появления и путей распространения. Фасмер указывал на южное происхождение из укр. москаль со значением «выходец из Москвы, русский (солдат)», которое в свою очередь было заимствовано из польского языка.
Известный востоковед Александр Казем-Бек не отрицал польский первоисточник, но высказывал версию о вхождении слова «москаль» в украинский опосредованно, через тюркские заимствования при контактах с Османской империей. Подобно тому, как во многих европейских странах для обозначения жителей Московского государства наряду со словами лат. russi, rutheni, нем. Reussen, Russen («русские») использовали слово лат. moscovitae («московиты») по названию столицы, так же и тюрки Оттоманской империи для обозначения русских использовали слово mosqovlu.
О. В. Потапова отмечает, что на более глубоком уровне семантического анализа наблюдается антономасия: перенос названия части целого на всё целое (Москва как вся Россия). Также она предполагает эвфемизацию, сравнивая этнохоронимные образования «москаль» и «иерусалимский дворянин» (еврей).

## В русском языке
В Толковом словаре живого великорусского языка В. И. Даля, наряду со значениями «москвич», «русский», приводится ныне утраченное использование слова «москаль» в смысле «солдат»: «Мутит, как москаль на селе, то есть солдат».
В современном русском языке, за пределами передачи речи на других языках, слово не востребовано, что, по мнению И. Т. Вепревой и Н. А. Купиной, указывает на отсутствие в сознании жителей России этнического противопоставления русских и украинцев. Так, в однотомных словарях начала XXI века слово отсутствует вообще или помечено как устаревшее. Эта традиция продолжается с советских времён, когда словарь Ушакова отмечал слово как «(дореволюц[ионное], пренебр[ежительное]) [ш]овинистическое прозвище». Слово не вошло в четырёхтомный словарь русского языка, изданный в 1988 году.
В то же время «москаль» мог встраиваться в стандартную парадигму «свой — чужой», теряя большую часть какой-либо этнической соотнесённости и выражая более «не из наших краёв, а из каких-то других». Интересным примером такого рода является посёлок Любинский в Омской области, который к концу XIX века состоял из трёх соседних деревень: Любино-Москали, Любино-Малороссы и Любино-Старожилы. В первой жили переселенцы-русские, во второй — украинцы, в третьей — старожильческое население, идущее ещё от поселенцев изначального острога XVIII века. При этом «москали» в Любино-Москали шли от волны переселенцев из Воронежской губернии: то есть ни к противопоставлению москвичей — не москвичей, ни русских — не русских наименование не относилось.
Маломасштабный опрос, проведённый среди студентов младших курсов Уральского федерального университета в мае 2014 года, в разгар украинского кризиса, показал, что слово воспринимается большинством носителей языка как актуальный неофициальный этноним с некоторой негативной нагрузкой, — подобно «хохлу» и «жиду» и в отличие от практически вышедшего из активного употребления в России «кацапа» (см. кацап в Викисловаре). В представлении существенного меньшинства участников опроса «москаль» остаётся этнохоронимом, образованным от слова «Москва», и потому обозначающим москвича, также с отрицательной оценкой.

## В украинском языке
В течение длительного времени в украинском языке слово «москаль» употреблялось для обозначения русских, с положительными или отрицательными коннотациями в зависимости от эпохи. Слово одновременно имело и другое значение — «солдат».
Этностереотип великоросса присутствует в украинском фольклоре и литературе, начиная с XVII века. При этом в течение длительного времени само слово «русский» или «россиянин» практически не употреблялось: для этнической идентификации, в том числе в официальной переписке, использовалось слово «москаль». Сербская исследовательница Людмила Попович связывает использование одного и того же слова для обозначения этноса и сословия с тем, что знакомство жителей Малороссии с великороссами происходило в ходе совместной борьбы с врагами или при размещении русских войск на территории Малороссии/Украины. Это двойное значение существенно осложняет исследования эволюции стереотипа, так как из старинных источников зачастую непонятно, идёт ли речь о всех российских подданных или только о солдатах. Например, Савва Кононович, гетман Войска Запорожского, убитый собственными людьми в 1636 году, имел прозвище «Москаль», — Межигорская летопись знает его как «Сава Москаль». Однако это не раскрывает, прозвали его так из-за происхождения, из-за прошлой службы в русском войске или же из-за обвинений в связях с «москалями» (Русским царством), за что он и был в итоге расстрелян вместе с войсковым писарем.
По мнению же историка Алексея Миллера, в речи украинского простонародья «москаль» обозначал не только военных, но и чиновников, тогда как русских крестьян именовали обычно «кацапами» — без интенсивной негативной окраски.
Очевидна ситуация с одноактной комической пьесой «Москаль-чарівник» (дословно «Москаль-чародей»), написанной И. П. Котляревским в 1819 году. В 1760 году французский либреттист Луи Ансо́м написал комическую оперу «Le soldat magicien» («Солдат-волшебник»). Поставленная в том же году в Опера-Комик, она имела большой успех, неоднократно ставилась и переводилась на другие языки. Главным героем выступает безымянный солдат: многое повидавший, сметливый, хитрый и не упускающий своей выгоды. Задумав адаптацию пьесы к родным реалиям, Котляревский естественно для него и окружающих перевёл название произведения с подобным героем как «Москаль-чарівник», а самим героем становится уже русский солдат с говорящей фамилией Лихой. Пьеса имела успех, в том числе благодаря игре М. С. Щепкина в роли мужа-простака. Когда пьеса ставилась уже на московской и на петербургской сценах, её русский вариант, тоже естественно для всех, был назван «Солдат-чародей». В 1995 году на киностудии Довженко был снят фильм «Москаль-чарівник», где роль солдата Лихого талантливо исполнил Богдан Бенюк. Таким образом как минимум для начала XIX века коннотация «москаля» именно с русским[уточнить] солдатом и с определёнными чертами его характера была весьма сильна. Также благодаря пьесе Котляревского и одноимённому фильму значение «русский бравый вояка» сохраняется как минимум в современном литературоведении.
В повести писательницы Марко Вовчок конца 50-х годов XIX века «Институтка» «в москали» (то есть в солдаты) отдают в качестве наказания мужа главной героини.
В XIX веке представители украинской культуры уже употребляли слово «русские», «русский народ» — но в основном в дневниках и переписке, в литературных же произведениях по-прежнему преобладало слово «москаль». В итоге к началу XX века в украинском языке, согласно словарю Гринченко, насчитывалось по крайней мере 23 производных «москаля», имевших как значения, связанные с этнонимом, так и с солдатчиной.

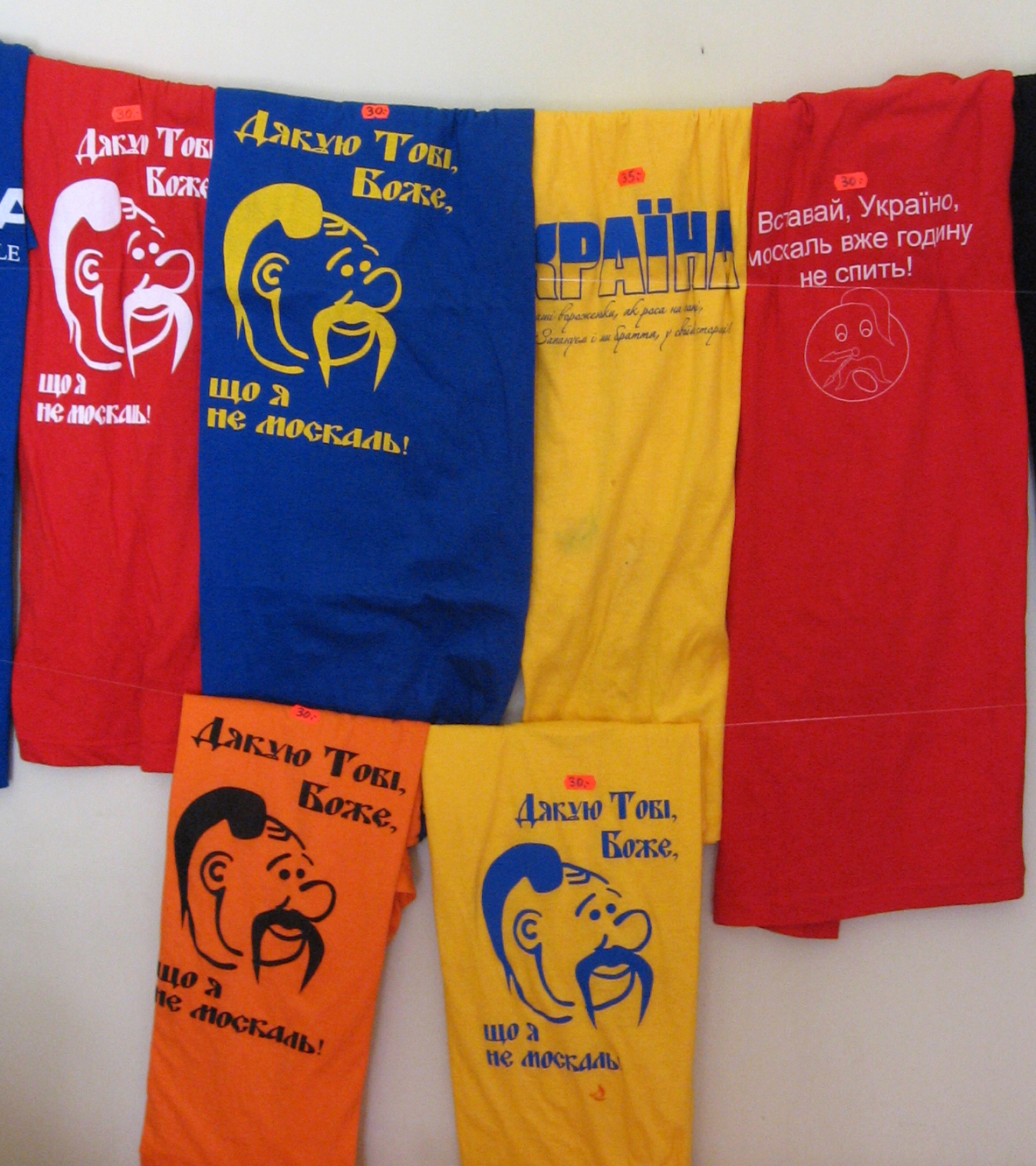
«Дякую тобі, Боже, що я не москаль!» («Боже, благодарю тебя, что я не москаль!») Майки с надписями, Львов, лето 2008

В начале XXI века лексема преимущественно употреблялась для (обычно отрицательной) характеристики поведения человека, не обязательно связанном с этничностью («Ну и москаль же ты!»), то есть подобно слову «хохол» в русском языке.
На Западной Украине (бывшей подавстрийской) москалями традиционно называли и продолжают называть не только русских, но и всех выходцев с востока и центра Украины, то есть территорий бывшей Российской империи («Московии»).

### Эволюция стереотипа москаля в украинской культуре
Сербская исследовательница Людмила Попович выделяет несколько перечисляемых ниже типажей москалей в украинском народном творчестве и литературе.

#### Гомін, гомін по діброві…
Украинская народная песня «Гомін, гомін по діброві» («Гул, гул по дубраве») описывает хорошего союзника-москаля, с которым «до́бре жить» и совместно «татар, турков бить».
В своём анализе Попович использует исходную версию песни, в первый раз опубликованной в пьесе И. П. Котляревского «Наталка Полтавка». Там её напевает главный герой, научившийся от «одного старого запорожца». В ту же пьесу вошла другая народная песня, «Ворскло — річка невеличка», со схожим мотивом в концовке:
Козаченьки з москалями
Потішались над врагами,
Добре бились за Полтаву,
Всій Росії в вічну славу!
В такой версии обе песни печатались в книгах самого Котляревского и исполнялись со сцены, в том числе в одноимённой опере Н. В. Лысенко (1889). Однако в работах П. А. Кулиша того же периода второй половины XIX века обе песни приводились без строк о «москалях». Именно такие сокращённые версии получили широкое распространение, а в СССР повлияли, в том числе, и на оперу, в которой стали исполняться краткие варианты песен. Возврат полных версий в искусство произошёл в 1953 году. Тогда на сцене киевского театра имени Т. Шевченко опера «Наталка Полтавка» в постановке А. М. Бучмы исполнялась в полном варианте 1889 года.

#### Світ великий, край далекий, та ніде прожити…
Украинская народная дума «Світ великий, край далекий, та ніде прожити…», записанная Д. И. Яворницким на Харьковщине, явно сложена позднее первой песни. В ней москаль — вор и разбойник, вероломно разгромивший и разграбивший Запорожскую Сечь в 1775 году.

#### Интермедии XVII—XVIII веков
В украинских интермедиях XVII—XVIII веков москаль является одним из героев, наряду с представителями других народов, которые, кроме цыган и жидов, говорят на своих языках: литвин — по-белорусски, лях — по-польски, москаль — по-русски. Москаль при этом предстаёт защитником от ляхов; отрицательные черты русского стереотипа сосредотачиваются в другом герое, ярыге, который также говорит по-русски с характерным аканьем. Ярыга описан как надменный мошенник и вор, со склонностью к насилию, унижению окружающих и матерщине.

#### Пословицы и поговорки
Словарь поговорок Номиса «Украінські приказки, прислівъя и таке инше» 1864 года содержит множество поговорок, отмечающих хитрость (Москаль як ворона, та хитріший чорта), вороватость (Коли чорт та москаль що вкрали, то поминай як знали), двуличие (Казав москаль право, та й збрехав браво), чванность (Москаль ликом чваницця й кожному під ніс з ним пхаєцця), подавление других (Москаль здавна вже панує бо бач завше), жёсткость (Москаль на слёзи не вдаря). Краткость поговорок не позволяет установить, относится ли этот нелестный образ к русским или солдатам (Попович считает, что, скорее всего, описан солдат, но отмечает также крайне нелестные пословицы в том же сборнике о литвинах, ляхах, жидах, цыганах и немцах).
Попович считает, что постепенное вытеснение образа москаля — справедливого защитника — образом ярыги произошло в XIX веке вследствие того, что на Украине в составе Российской империи «москаль» ассоциировался с властью и потому с насилием; а положительный стереотип русского вернулся на «определённое» время в украинскую литературу лишь в XX веке по окончании Второй мировой войны.

### Москали у Тараса Шевченко

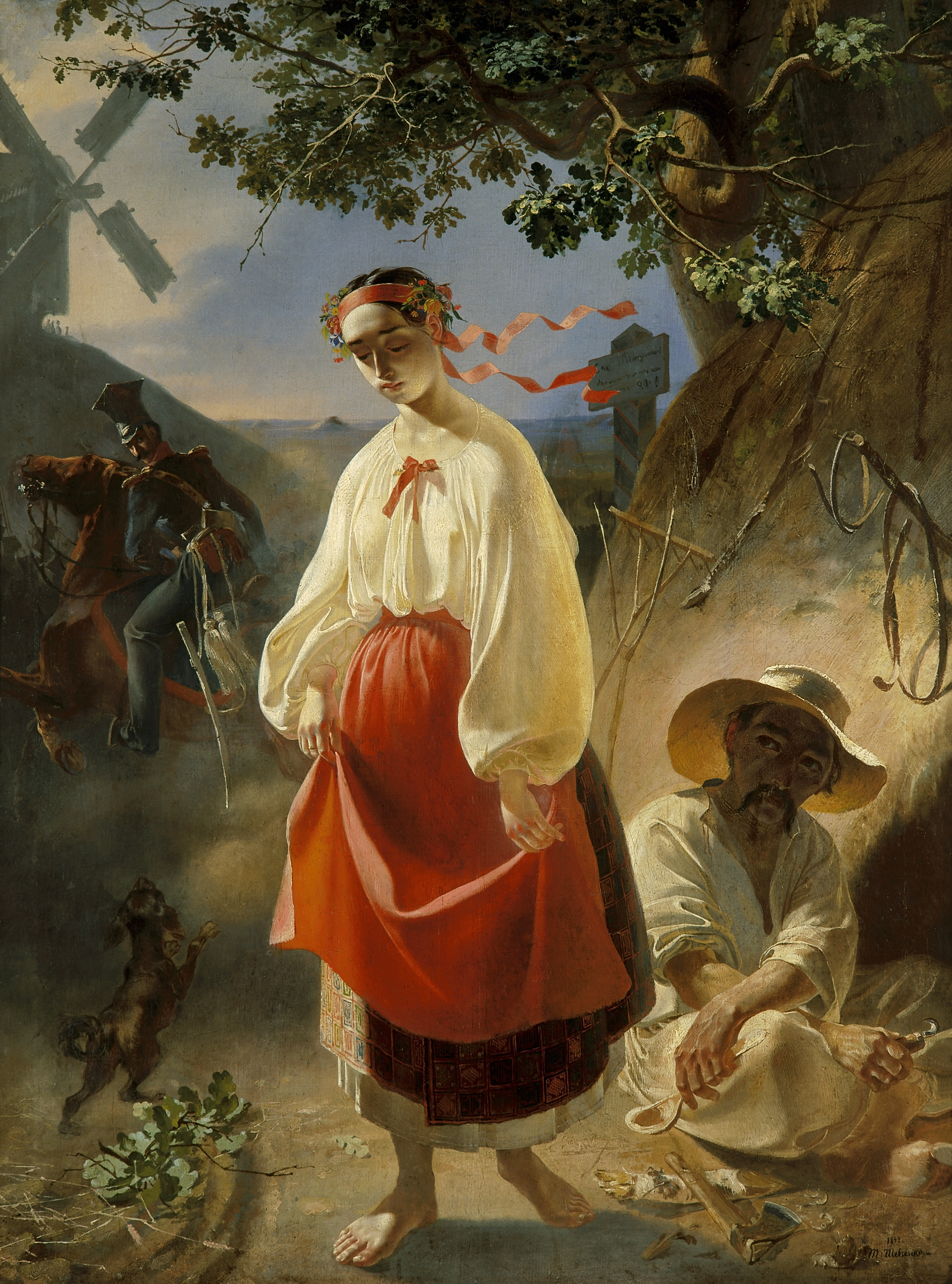
«Катерина», Т. Г. Шевченко, 1842. «Москаль» — уланский офицер — на заднем плане слева.

У Тараса Шевченко в его украинской мифологии москаль — это скорее не этноним, а образ души, проданной дьяволу (или самого дьявола в «Разрытой могиле»). Москали для него — ненавистные чужие люди: «…Разорили нашу Украину дьяволовой веры немчура и москали, чтоб они сбесились» (письмо к Я. Кухаренко от 26 ноября 1844 года), «Вокруг москали и немчура, ни одной души крещёной» (письмо к Г. Квитке-Основьяненко от 19 февраля 1841 года).
В литературном творчестве Шевченко слово «москаль» встречается 117 раз (из них 70 раз в смысле «солдат», 30 раз — в смысле «русский»), собственно же слово руський встречается лишь дважды в поэтическом пересказе отрывка из «Слова о полку Игореве» «З передсвіта до вечора…», то есть относится не к великороссам, а к древней Руси. В то же время слово «русский» в значении «великорусский» содержится в дневниках и письмах поэта (зачастую в отрицательном контексте), как на русском языке («Жидовское начало в русском человеке. Он без приданого не может даже полюбить», запись от 26-го января 1858 года), так и на украинском («Навчи ти мене, будь ласкав, що мені робити з тими руськими повістями? У мене їх десятків коло двох набереться. Затопити грубу — шкода: багато праці пропаде. Та й грошей би хотілося, бо тепер вони мені дуже потрібні», письмо П. А. Кулишу от 26 января 1858).
Москаль (и более пренебрежительное «москалик») в виде русского офицера выступает как негативный герой в поэме Шевченко «Катерина». По сюжету поэмы им же в 1842 году была написана картина «Катерина», которая сейчас хранится в киевском Национальном музее Тараса Шевченко. Формально она иллюстрирует строки про отъезд офицера на войну после краткого романа с Катериной:
| оригинал: Прийшли вісти недобрії — В поход затрубили. Пішов москаль в Туреччину; Катрусю накрили. | перевод Исаковского: Весть недобрая примчалась: В поход затрубили. Уходил москаль, а Катре Голову покрыли. |

В письме украинскому меценату Г. С. Тарновскому, ставшему первым обладателем картины, Шевченко более подробно раскрывает её замысел:

Я нарисовал Катерину в тот момент, когда она попрощалась со своим москаликом и возвращается в деревню, на околице у шалаша дед сидит, ложечки себе строгает и печально смотрит на Катерину, а она, бедная, только что не плачет и приподнимает красный передник, потому что уже, знаете, немножко того… а москаль рвёт себе за своими, только пыль ложится — собачонка ещё его догоняет и вроде как лает. С одной стороны курган, на кургане мельница, а дальше уже только степь простирается. Вот такая моя картина.
Оригинальный текст (укр.)
(в авторской орфографии)

Я намалював Катерину в той час, як вона попрощалася з своім москаликом і вертається в село, у царині під куренем дідусь сидить, ложечки собі струже й сумно дивиться на Катерину, а вона сердешна тіль не плаче та підіймає передню червону запашчину, бо вже, знаєте, трошки теє… а москаль дере собі за своїми, тілько курява ляга – собачка ще поганенька доганя його та нібито гавкає. По однім боці могила, на могилі вітряк, а так уже степ тільки мріє. Отака моя картина.
— Руденко О. І., Петренко Н. Б. Вічний як народ. Сторінки до біографії Тараса Шевченка: Навч. посібник. — Киев: Либідь, 1998. — С. 56.
Шевченко практически не использовал слово «москаль» в произведениях, написанных на русском языке (лишь два упоминания).

## В польском языке
В польском языке имеет отрицательно-коннотативный оттенок. По данным «Словаря польского языка XVII и XVIII веков» этнохороним «Moskal» фиксируется с середины XVII века, а впоследствии он перешёл в другие восточноевропейские языки: рум. moskal, muscal, серб. moskalj.
Однако изданная Ю. В. Толстым переписка европейских правителей указывает на более раннее использование термина: уже во второй половине XVI века, в период Ливонской войны. В этот период «москалями» называются правители «Московии», то есть Русского царства. К примеру, король Сигизмунд II в письме королеве Елизавете I от 6 декабря 1569 призывает прервать любые экономические и культурные связи Англии с Русским царством, которые установились после взятия Нарвы в 1558. Среди прочих аргументов он пишет:

<…> мы знаем и достоверно убеждены, что враг всякой свободы под небесами, Москаль, ежедневно усиливается по мере бо́льшего подвоза к Нарве разных предметов <…> И мы хорошо знаем, что вашему вел-ву не может не быть известно как жесток сказанный враг, как он силён, как он тиранствует над своими подданными и как они раболепны перед ним.

Это письмо, наряду с несколькими другими, также негативными характеристиками «москалей», входило в неоднократно переиздававшуюся в России хрестоматию для старших классов М. Н. Коваленского «Хрестоматия по русской истории».
В польском фильме Эскадрон (1992) участники польского восстания 1863 года называли москалями русских солдат.

## В белорусском языке
Современный трёхтомный русско-белорусский словарь Я. Коласа, К. Крапивы и П. Глебки (около 110 тысяч слов) не содержит слова «маскаль» и не включал его начиная с самого первого издания 1953 года. В Белорусско-русском словаре Некрашевича и Байкова, изданном в Минске в 1925 году, слову «маскаль» даётся первое значение — «москвитянин, великорус, русский», второе — «солдат русской службы». П. А. Расторгуев в 1973 году описывал слово «маскаль» в значении «старообрядец» с пометкой «дореволюц[ионное]» (бел. Не, у нас леставак нема; ета тольки ў маскалей ены ёсть), а также уменьшительное «маскалёнак», которое также вышло из употребления.
В 1870 году в словаре И. И. Носовича было приведено несколько значений слова «москаль»:
1. русский солдат;
2. русский мастер (плотник);
3. русский купец, торговец;
4. этнический русский.

В целом слово «маскаль» в XIX веке встраивалось в механизм самоидентификации для определения «свой» — «чужой» и могло означать как конкретный зависимый от ситуации класс людей (солдат, купец и т. д.), так и всех определённой национальности, не здешних. При этом негативная коннотация часто могла присутствовать, но не обязательно и не всегда проистекала из самого слова. Это можно видеть в стихотворении Янки Купалы «Тутэйшы» (рус. местный), написанном в 1913:
|                      | Я не чыноўнік і ня граф, ня князь, Таксама – я ня турак і ня грэк, I нават не паляк і не маскаль, А проста я тутэйшы чалавек! |  | Я не чиновник и не граф, не князь, Также – я не турок и не грек, И даже не поляк и не москаль, А просто я местный человек! |  |
| «Тутэйшы» в Викитеке | |  | |  |

Чешский филолог Йиржи Поливка при анализе сказочных зачинов у славян не находит принципиальных различий между белорусскими и украинскими вариациями. В обеих он выделяет группу формул для начала сказок о «москале»-солдате (чеш. příhody s «Moskalem»-vojákem), то есть о русском солдате. Тот обычно выступает как опытный, хитрый, всё перевидавший, «сам чёрт ему не брат» персонаж. Например, сказка, записанная Сержпутовским в Минской губернии, начинается так (в авторской орфографии):
|  | Вѣдамо, маскаль ничоґо не баитца, бо яких страхаў ему не давелося на сваём веку бачыць, якое беды перабыць… |

То есть: «Известно, (что) москаль ничего не боится, ибо каких только страхов ему не довелось на своём веку повидать, в каких бедах не побывать.» (совр. бел. Вядома, маскаль нічога не баіцца, бо якіх страхаў яму не давялося на сваём вяку бачыць, якой бяды перабыць.)

## Правовые аспекты
Весной 2015 года в список экстремистских материалов Республики Беларусь была внесена речёвка «Хто ня скача — той маскаль». Слово «маскаль» рассматривается как неофициальный этноним представителей русской национальности и в данном контексте имеет выраженный отрицательно-коннотативный оттенок.